# 救瘟袖暦

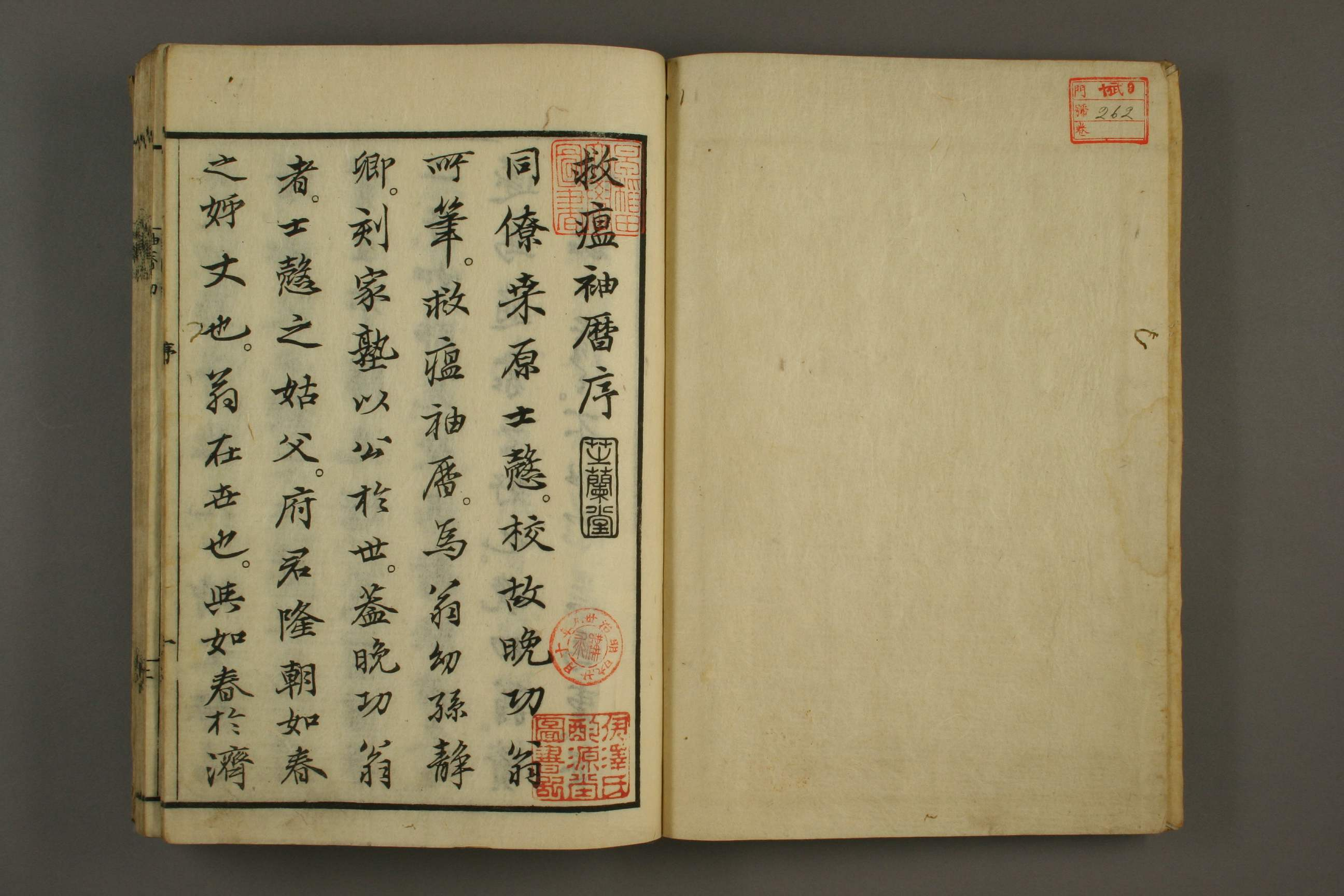
大槻玄沢（茂質）により寄せられた『救瘟袖暦』の序

『救瘟袖暦』（きゅうおんそでごよみ、Kyuon Sodegoyomi）は、江戸時代の寛政年間に仙台藩江戸詰めの藩医工藤球卿（工藤平助）によって著わされた医学書。張機『傷寒論』を踏まえた医書である。刊本には平助の友人であった蘭学者大槻玄沢の序が付される。

## 概要
『救瘟袖暦』は、寛政9年（1797年）2月、64歳の工藤平助の手になる医学書であり、その続編にあたる『救瘟袖暦』第二篇は翌寛政10年（1798年）11月に著された。
『傷寒雑病論』の著者である後漢の張機は、古来東洋医学において「医聖」と呼ばれてきた人物であり、『傷寒雑病論』のうちの『傷寒論』は伝染性の諸病の治療法を記したものとして古くより漢方医学において聖典視されてきた。
工藤平助は、『救瘟袖暦』自序において、熱病に対する治療の方針は、『傷寒論』に依拠し、患者の病態をよく理解したうえで定めるべきものであるが、熱病は、一方では年々あるいは時節の変化によっても多様な諸症状を呈するものであるため、『傷寒論』記載の治療法を常に墨守することに意を注ぐのはむしろ適当ではなく、個々の病人の症状や様態に応じて治療法を検討すべきであるとし、本書では、みずから経験した治療法の得失をあまねく公開することによって、医学を目指す諸氏の参照に供したいとの趣旨を述べている。
『救瘟袖暦』の内容は、熱病の分類と治療法について、『傷寒論』を基本としながらも平助自身の40年にわたる臨床経験にもとづき創意工夫を加えた医学入門書となっており、「瘧説」「脉説」「舌候」「汗候」「大便候」「小便候」など13項目にわたって詳細に解説が施されている。その文体は、句読点と送り仮名を施した漢文に仮名まじりの読み下し文を加えたもので、初学者が学ぶのに好適なものとなっている。平助の私塾「晩功堂」では医業が講じられており、そのテキストとして門人に医業を授ける目的で著述されたものと考えられる。
医師としても優れた力量をもつ工藤平助が、晩年にいたって医学入門書を著した動機については、平助の養父で名医といわれた博覧強記の人工藤安世が、13歳で養子に入った平助には厳しい自学自習を課しながらも充分な医業を授けないで死去してしまった経験を踏まえ、みずからの高齢を自覚して、いままで修得した医術の一部をまとめておく必要を感じたためと考えられる。
これを前後に平助は病気がちになり、寛政10年に著された『救瘟袖暦』第二篇は、病身を押して執筆されたものと推測される。

## 書名について
「救瘟」とは、「瘟疫（高熱を発する感染症）を救う」の意であり、「袖暦」については、著者工藤平助の自序によれば 「若シ此ノ時行変転シテ、又新ニ治方ヲ立ル時ハ故ヲステヽ新ニ就クベキニヨリテ袖コヨミトハ題セリ」、すなわち、時候は年々微妙に変転するものであり、病状もそれにつれて変化することがあるので、新しい治療法を考える際には、躊躇なく古い治療法を捨て去り、新しい方法を採り入れるべきと考えるので、自著に「袖暦」の題を付したとしている。また、『傷寒論』だけでなく、この書もまた絶対視することなく、新たな治療法があればそれを採用すべきだと説いている。

## 『救瘟袖暦』の刊行
平助は、友人で仙台藩の蘭医であった大槻玄沢に『救瘟袖暦』の刊行の意思を伝えたところ、玄沢も喜んでそれを勧めたというが、平助の生前には刊行されなかった。ただし、平助の自筆稿本は、門人によって書写されている。
『救瘟袖暦』が刊行されたのは、平助没後の文化13年（1816年）3月のことであった。刊本は横19センチメートル、縦25センチメートルで、「浅草南馬道町（東都） 桑村半蔵」の奥付がある。「桑村半蔵」とは、3代桑原隆朝（桑原士愨、桑原隆朝如則）のことである。桑原家は、工藤家同様仙台藩江戸詰めの藩医を世襲しており、平助の妻の実家にあたる。
桑原士愨（如則）は、文化12年（1815年）に大槻玄沢の序を得て『救瘟袖暦』を校訂し、翌年、刊行にいたっている。工藤周庵（静卿）が刻した体裁をとっているが、静卿は桑原士愨の次男で当時はまだ幼く、平助の後継者であった工藤源四郎鞏卿が文化4年（1807年）12月に34歳で亡くなったのち工藤家に養子に入り、その家督を継いだ人物である。
大槻玄沢は、「序」のなかで、桑原士愨の校訂した稿本について、これはまさしくかつて平助が自分に示したものであり、巻をひらいてこれを読むと、かすかに亡き親友に逢う思いがして涙が流れてとまらないと記し、また、士愨の刊行に向けた努力については「士愨ノ挙、其ノ志、篤ト謂ウベキ可キ也」（原文は漢文）として讃辞を述べている。

## 関連文献
- 山形敞一「仙台藩に於ける医学及び蘭学の発達」『仙台市史4 別篇2』仙台市、1951年。